# Не сошлись характерами!
Не сошлись характерами! — пьеса Александра Островского в трёх картинах. Написана в 1857 году. Впервые опубликована в «Современнике» в 1858 году. Впервые поставлена 1 сентября 1858 года в Петербурге в Александринском театре.

## История создания
Пьеса задумана в феврале 1856 года, начата 13 ноября и окончена 29 ноября 1857 года.
В первой редакции пьеса называлась: «Приданое. Семейные сцены», и состояла из двух сцен. Островский не был доволен написанным и стал писать рассказ на тот же сюжет. В итоге Островский на год оставил работу над пьесой. В ноябре 1857 года Островский довёл работу над пьесой до конца. Пьеса получила название «Не сошлись характерами!»

## Действующие лица
- Прежнев, совершенно дряхлый старик, почти без всякого движения, в больших чинах. Его возят на кресле.
- Прежнева, Софья Ивановна, жена его, 45 лет.
- Поль, молодой человек, её сын.
- Устинья Филимоновна Перешивкина, пожилая женщина, прежде бывшая нянька Поля, теперь вроде приживалки или экономки по разным знакомым домам.
- Карп Карпович Толстогораздов, купец, седой, низенький, толстый.
- Улита Никитишна, жена его, пожилая женщина, без особых примет.
- Серафима Карповна, дочь Толстогораздова, вдова, высокого роста, худощава, необыкновенной красоты. Походка и движения институтки.
- Матрёна, горничная, дальняя родственница Толстогораздовых. Молодая девка, полная, тело мраморной белизны, щеки румяные, глаза и брови чёрные.
- 1-й кучер, Толстогораздова.
- 2-й кучер, Серафимы Карповны.
- Неизвестный, приятель Поля, человек средних лет с греческим профилем и мрачным выражением лица.
- Горничная.
- Лакей.

## Содержание
Семья Прежневых увязла в долгах и видит выход в том, чтобы молодой мот Поль женился на деньгах. Мать Поля уверена, что его молодая жена «так
полюбит, так полюбит, что отдаст в твое полное распоряжение и себя и… все своё состояние» (карт. 3, явл. 4). Она сама служит примером того, как промотать огромное состояние.
Тем временем богатая молодая купчиха Серафима дает Полю понять, что влюблена в него и надеется на брак. Однако Серафима воспитана совсем в иных правилах, чем хотелось бы будущему мужу: «Может быть, ему не понравится, что я расчетлива, так ведь иначе мне как же? […] Что ж я буду тогда без капиталу, я ничего не буду значить» (карт. 2, явл. 4). Отец Серафимы прямо предупреждает её, что будущий муж может выманить у неё деньги.
Через месяц после свадьбы наступает развязка: Поля находит Неизвестный — один из его кредиторов, который угрожает долговой ямой, если не получит свой долг. Поль, который и раньше жаловался матери на скупость жены, всё же пытается выманить у неё пять тысяч. Серафима немедленно порывает с ним и возвращается в родительский дом, не заплатив ни копейки.